# Lee Byeong-heon
Lee Byeong-heon (en coreano: 이병헌; Incheon, 23 de julio de 1980) es un director de cine y guionista surcoreano. Es conocido por sus películas Twenty (2015) y Extreme Job (2019), esta última rompió el récord de la película surcoreana más taquillera.

## Biografía
Lee debutó en la industria cinematográfica en 2008 adaptando el guion de la película Scandal Makers. En 2009, dirigió el cortometraje Smell por el que ganó el Premio de Estímulo en el 4º Festival de Cine Independiente de Daejeon y el premio a la Mejor Película Nacional en la 7º edición del Asiana International Short Film Festival.
Posteriormente, participó en la revisión y adaptación del guion de Sunny (2011), y escribió la historia original Never Ending Story (2012). Su película Cheer Up, Mr. Lee (2012) ganó el Premio del Público en la 38.ª edición del Seoul Independent Film Festival y fue seleccionada como película de apertura en la 9º edición del Festival de Cine de Jeju.
En 2013, Lee escribió y dirigió el segundo episodio de la serie web Peckish Women. También adaptó el guion de Tazza: The Hidden Card en 2014. En octubre de ese mismo año, dirigió la comedia juvenil Twenty, que fue un éxito de taquilla recaudando 21,3 millones de dólares.
Su mayor éxito hasta la fecha ha sido la comedia de acción Extreme Job (2019), que se convirtió en la película surcoreana más taquillera de todos los tiempos.

## Filmografía

### Cine
| Año  | Película               | Director          | Guionista                        | Productor | Notas         |
| ---- | ---------------------- | ----------------- | -------------------------------- | --------- | ------------- |
| 2008 | Scandal Makers         | Kang Hyeong-cheol | Adaptación                       | -         | [ 8 ]         |
| 2009 | Smell                  | Sí                | No                               | -         | [ 9 ]         |
| 2011 | Sunny                  | Kang Hyeong-cheol | Adaptación                       | -         | [ 10 ]        |
| 2012 | Cheer Up Mr. Lee       | Sí                | Sí                               | Sí        | [ 11 ]        |
| 2012 | Never Ending Story     | Jung Yong-joo     | - Park Eun-kyo - Lee Byeong-heon | -         | [ 12 ]        |
| 2014 | Tazza: The Hidden Card | Kang Hyeong-cheol | Adaptación                       | -         | [ 13 ]        |
| 2015 | Love Forecast          | Park Jin-pyo      | Sí                               | -         | [ 14 ]        |
| 2015 | Twenty                 | Sí                | Sí                               | -         | [ 15 ]        |
| 2018 | What a Man Wants       | Sí                | Adaptación                       | -         | [ 16 ] [ 17 ] |
| 2019 | Extreme Job            | Sí                | Bae Se-young                     | -         | [ 18 ] [ 19 ] |
| 2023 | Dream                  | Sí                | Sí                               | -         | [ 20 ]        |
| 2023 | Honey Sweet            | Lee Han           | Sí                               | -         | [ 21 ]        |

### Series de televisión
| Año  | Película                   | Director | Guionista | Notas         |
| ---- | -------------------------- | -------- | --------- | ------------- |
| 2019 | Be Melodramatic            | Sí       | Sí        | [ 22 ]        |
| 2024 | Everything Shall Come True | Sí       | No        | [ 23 ] [ 24 ] |

### Series web
| Año  | Título en inglés           | Título en coreano           | Director | Guionista | Notas                                              |
| ---- | -------------------------- | --------------------------- | -------- | --------- | -------------------------------------------------- |
| 2013 | Peckish Women              | 출출한 여자 - 2화 금기의 맛 | Sí       | Sí        | Serie web                                          |
| 2016 | Be Positive                | 긍정이 체질                 | Sí       | Sí        | Serie de televisión Naver Emitido en JTBC2 en 2017 |
| 2022 | Alice, the Ultimate Weapon | 최종병기 앨리스             | Sí       | No        | Serie original de Watcha                           |
| 2024 | Nugget de pollo            | 닭강정                      | Sí       | Sí        | Serie de Netflix                                   |

## Premios y nominaciones
| Año  | Premio                                                      | Categoría                            | Trabajo nominado | Resultado |
| ---- | ----------------------------------------------------------- | ------------------------------------ | ---------------- | --------- |
| 2012 | 38° edición del Seoul Independent Film Festival (en inglés) | Premio del Público                   | Smell            | Nominado  |
| 2013 | 50° edición del Grand Bell Awards                           | Mejor director revelación            | Cheer Up Mr. Lee | Nominado  |
| 2015 | 51° edición del Baeksang Arts Awards                        | Mejor director revelación (película) | Twenty           | Nominado  |
| 2015 | 52° edición Grand Bell Awards                               | Mejor director revelación            | Twenty           | Nominado  |
| 2015 | 36° edición del Blue Dragon Film Awards (en inglés)         | Mejor director revelación            | Twenty           | Nominado  |
| 2015 | The Korea Film Actors Association Awards                    | Premio al mejor director revelación  | Twenty           | Ganador   |
| 2019 | 21° edición del Udine Far East Film Festival                | Premio del Público                   | Extreme Job      | Ganador   |
| 2019 | 24° edición del Chunsa Film Art Awards (en inglés)          | Premio al director                   | Extreme Job      | Nominado  |
| 2019 | 8° edición del Buil Film Awards (en inglés)                 | Mejor director                       | Extreme Job      | Nominado  |
| 2019 | 40° edición del Blue Dragon Film Awards (en inglés)         | Mejor director                       | Extreme Job      | Nominado  |
| 2019 | 8° edición del Korea Best Star Award                        | Mejor director                       | Extreme Job      | Ganador   |
| 2019 | 19° edición del Director's Cut Awards (en inglés)           | Director del año                     | Extreme Job      | Nominado  |
| 2020 | 56° edición del Blue Dragon Film Awards (en inglés)         | Mejor director                       | Extreme Job      | Nominado  |